# フォンディエン
フォンディエン（ベトナム語：Thị xã Phong Điền / 市社豐田）は、ベトナム社会主義共和国のフエに存在する市社。面積は945.66km²、人口は105,597人（2023年）である。

## 行政
以下の6坊6社から構成される。
- フォンアン坊（Phong An / 豐安）
- フォンハイ坊（Phong Hải / 豐海）
- フォンヒエン坊（Phong Hiền / 豐賢）
- フォンホア坊（Phong Hòa / 豐和）
- フォンフー坊（Phong Phú / 豐富）
- フォントゥー坊（Phong Thu / 豐收）
- フォンビン社（Phong Bình / 豐平）
- フォンチュオン社（Phong Chương / 豐彰）
- フォンミー社（Phong Mỹ / 豐美）
- フォンソン社（Phong Sơn / 豐山）
- フォンタイン社（Phong Thạnh / 豐盛）
- フォンスアン社（Phong Xuân / 豐春）